# 霍爾縣 (喬治亞州)
霍爾縣（英語：Hall County）是美国喬治亞州北部的一個郡，面積1,112平方公里。根據2020年美國人口普查，共有人口20萬3,136人。縣治蓋恩斯維爾（Gainesville）。該縣成立於1818年12月15日。縣名紀念《美國獨立宣言》簽署人之一、州長萊曼·霍爾。